# Торино-ди-Сангро
Торино-ди-Сангро (итал. Torino di Sangro) — коммуна в Италии, расположена в регионе Абруццо, подчиняется административному центру Кьети.
Население составляет 3079 человек, плотность населения составляет 96 чел./км². Занимает площадь 32 км². Почтовый индекс — 66020. Телефонный код — 0873.
Покровительницей коммуны почитается Пресвятая Богородица (S.S. Madonna di Loreto), празднование в понедельник после последнего воскресенья мая.